# Sebastián Guerrero
Sebastián Guerrero Martínez Más conocido como Sebastián Guerrero, nacido el 23 de septiembre de 2000) es un futbolista profesional uruguayo que juega como delantero en el club The Strongest, de la Primera División de Bolivia. 

## Carrera
Egresado de la academia juvenil de Montevideo City Torque, Guerrero hizo su debut profesional el 31 de enero de 2021 en la victoria de su club por 3-1 en la liga contra Cerro. Marcó su primer gol la semana siguiente en una victoria por 4-0 contra Danubio.
El 2 de febrero de 2024, Guerrero se unió a Defensor Sporting en un contrato de préstamo hasta fin de año. El 30 de julio de 2024 se unió al club The Strongest de la Primera División boliviana en un contrato de préstamo.

## Estadísticas

### Clubes
Actualizado hasta su último partido disputado el 26 de febrero de 2025.
| Club                             | Div.          | Temporada     | Liga  | Liga  | Liga   | Copas nacionales | Copas nacionales | Copas nacionales | Copas internacionales | Copas internacionales | Copas internacionales | Total | Total | Total  |
| Club                             | Div.          | Temporada     | Part. | Goles | Asist. | Part.            | Goles            | Asist.           | Part.                 | Goles                 | Asist.                | Part. | Goles | Asist. |
| -------------------------------- | ------------- | ------------- | ----- | ----- | ------ | ---------------- | ---------------- | ---------------- | --------------------- | --------------------- | --------------------- | ----- | ----- | ------ |
| Montevideo City Torque · Uruguay | 1.ª           | 2020          | 9     | 2     | 1      | —                | —                | —                | —                     | —                     | —                     | 9     | 2     | 1      |
| Montevideo City Torque · Uruguay | 1.ª           | 2021          | 27    | 10    | 3      | —                | —                | —                | 6                     | 1                     | 0                     | 33    | 11    | 3      |
| Montevideo City Torque · Uruguay | 1.ª           | 2022          | 15    | 5     | 0      | —                | —                | —                | 2                     | 0                     | 0                     | 17    | 5     | 0      |
| Montevideo City Torque · Uruguay | 1.ª           | 2023          | 34    | 6     | 4      | 1                | 0                | 0                | —                     | —                     | —                     | 35    | 6     | 4      |
| Montevideo City Torque · Uruguay | Total club    | Total club    | 85    | 23    | 8      | 1                | 0                | 0                | 8                     | 1                     | 0                     | 94    | 24    | 8      |
| C. A. Platense Argentina         | 1.ª           | 2022          | 8     | 0     | 1      | —                | —                | —                | —                     | —                     | —                     | 8     | 0     | 1      |
| C. A. Platense Argentina         | Total club    | Total club    | 8     | 0     | 1      | 0                | 0                | 0                | 0                     | 0                     | 0                     | 8     | 0     | 1      |
| Defensor Sporting · Uruguay      | 1.ª           | 2024          | 12    | 0     | 0      | 4                | 1                | 0                | 1                     | 0                     | 0                     | 17    | 1     | 0      |
| Defensor Sporting · Uruguay      | Total club    | Total club    | 12    | 0     | 0      | 4                | 1                | 0                | 1                     | 0                     | 0                     | 17    | 1     | 0      |
| The Strongest · Bolivia          | 1.ª           | 2024          | 14    | 8     | 3      | —                | —                | —                | 2                     | 0                     | 0                     | 16    | 8     | 3      |
| The Strongest · Bolivia          | 1.ª           | 2025          | —     | —     | —      | —                | —                | —                | 2                     | 1                     | 0                     | 2     | 1     | 0      |
| The Strongest · Bolivia          | Total club    | Total club    | 14    | 8     | 3      | 0                | 0                | 0                | 4                     | 1                     | 0                     | 18    | 9     | 3      |
| Total carrera                    | Total carrera | Total carrera | 119   | 31    | 12     | 5                | 1                | 0                | 13                    | 2                     | 0                     | 137   | 34    | 12     |
| 1. 2.                            |               |               |       |       |        |                  |                  |                  |                       |                       |                       |       |       |        |

## Palmarés

### Títulos nacionales
| Título           | Club              | País    | Año  |
| ---------------- | ----------------- | ------- | ---- |
| Copa AUF Uruguay | Defensor Sporting | Uruguay | 2023 |